# قشلاق پادارجمال
قشلاق پادارجمال یک روستا در ایران است که در استان اردبیل واقع شده‌است. قشلاق پادارجمال ۶۸ نفر جمعیت دارد.